# Jacob Groth
Jacob Groth-Andersen (født 12. maj 1951 i København, Danmark) er en dansk komponist, der er særlig kendt for at lave musik til film (bl.a. Otto er et næsehorn og Cirkus Ildebrand) og tv-produktioner. Han har gennem årene haft et tæt samarbejde med Søren Kragh-Jacobsen og lagt musik til de fleste af dennes film. Derudover har Jacob Groth komponeret musikken til en række tv-serier, bl.a. Taxa, Rejseholdet, Ørnen, Krøniken og Livvagterne.